# Temotu
Temotu – wysepka atolu Vaitupu w Tuvalu. W 2010 liczba mieszkańców wyspy wynosiła 52 osoby.